# Кирил Добрев (политик, р. 1972)
Вижте пояснителната страница за други личности с името Кирил Добрев.
Кирил Николаев Добрев е български политик от БСП. Председател на областната Софийска организация на БСП. Народен представител от парламентарната група на Коалиция за България в XL, XLI и XLII народно събрание.

## Биография
Кирил Добрев е роден на 18 април 1972 година в град София. Син на покойния вътрешен министър Николай Добрев. Завършва „Хидрогеология“ в Минно-геоложкия университет и „Финанси“ в УНСС.
През 2022 г. завършва магистратура "Политика и бизнес" в УНСС.
Народен представител в XL, XLI, XLII и XLIII народно събрание.
От 2006 до 2014 година оглавява областната Софийска организация на БСП.
На парламентарните избори в България през 2013 година е избран за народен представител от листата на Коалиция за България в 26 МИР София област.
На парламентарните избори през 2014 година е избран за народен представител от листата на БСП лява България в 7 МИР Габрово.
В XLIII народно събрание Кирил Добрев е член на две комисии:
- Комисия за борба с корупцията, конфликт на интереси и парламентарна етика
- Комисия по взаимодействие с неправителствените организации и жалбите на гражданите

Добрев беше председател и на временната анкетна комисия, проучваща дейността на Комисията за конфликт на интереси под ръководството на Филип Златанов, станал известен със скандалното си тефтерче.
В началото на юни 2016 г. Добрев, заедно с колегата му Жельо Бойчев, поискаха оставката на шефа на АПИ Лазар Лазаров, заради скандала с фирма „Агромах“. "Фирмата има и уникална успеваемост – от 100 участия тя печели 85 – 87. Толкова е натоварена, че в изминалите 2 години всяка седмица печели по една обществена поръчка, а в натоварените седмици по 2”, обяснява Добрев. Според него Лазар Лазаров е дал и допълнително към 150 млн. лв. за АМ „Марица“, още 50 млн. лв., които са били за укрепване на канавки. „Интересното е, че тази сума трябва да бъде усвоена за 32 дни“, каза още народният представител и попита: „Бил ли е господин Лазаров почти служител на една от тези фирми и консултирал ли е сделките по прехвърлянето“.
В средата на 2014 година БСП навлиза в политическа криза, породена от загуба на обществено доверие и крах на партията на изборите за евродепутати през май 2014 г. През юли се провеждат няколко пленума и разговори, в които Кирил Добрев и Мая Манолова се спрягат за следващ председател на БСП след Сергей Станишев. На въпрос към Добрев дали жена може да е следващият председател на партията, политикът отговаря: Аз жените ги предпочитам за други работи.
Против обидния коментар се изказва българският писател, дипломат и депутат от Седмото велико народно събрание, Леа Коен. Тя коментира, че „За такава фраза във Франция ще падне правителството, в САЩ Добрев ще бъде набит публично, а в Германия или Швеция ще бъде освидетелстван.“ Впоследствие Добрев се извинява публично чрез профила си във фейсбук: Скъпи дами, уважаеми другарки, мили момичета, Бога ми не съм си представял, че в нашата държава има толкова много „защитници“ на жените. Тези, които ме познават, знаят, че за мен е удоволствие и привилегия да работя с жени. [..] Нито една силна жена няма комплекса, че е слабият пол. Нито една силна жена, която познавам, не се „впечатли“ от казаното от мен. За всички останали дами, другарки и момичета поднасям моите най-искрени извинения. Надявам се по-красивата част от човечеството да ми прости неуместното чувство за хумор.
На 11 февруари 2023 г. бива изключен от партия БСП.

## Личен живот
Женен е за Антония Добрева, с която има две деца.